# Fernwaffe
Fernwaffe (Fernwaffen) ist ein Sammelbegriff zur Klassifizierung von Waffen.

## Beschreibung
Fernwaffen (Distanzwaffen) sind Waffen, die ohne unmittelbaren körperlichen Kontakt der Gegner (in der Ferne) zur Wirkung gebracht werden. Der Wirkkörper wird in der Regel als Geschoss oder Projektil bezeichnet. Raketen, Fernenergiewaffen, Kanonen, Geschütze, Katapulte, Handfeuerwaffen, Bogenwaffen und Schleudern sind typische Fernwaffen. In Abgrenzung zu Fernwaffen sind Nahkampfwaffen bekannt, zu denen die Ordnungen der Hieb- und Stichwaffen sowie Schlagwaffen und Stoßwaffen zählen.
Eine technische Einteilung erfolgt auch nach dem Antrieb oder Wirkprinzip von Waffen:
- direkt mit Muskelkraft bewegte Waffen: Wurfwaffen und Schleuderwaffen
- mit mechanisch erzeugter Federkraft, Torsionskraft oder Hebelwirkung: Wurfmaschinen und Bogenwaffen
- mit pyrotechnischen Mitteln wirkende Waffen: Feuerwaffen oder Raketenwaffen
- ähnlich den Feuerwaffen wirken hydrodynamisch z. B. Druckluftwaffen oder Waffen, deren Projektile durch elektromagnetische Impulse beschleunigt werden (z. B. Railgun bzw. die Gausskanone)
- Energiewaffen, auch als Strahlungswaffen bezeichnet (Infrarotstrahlung, Mikrowellen, Ultraschall, Magnetismus, Laser)